# 태풍 코브라
태풍 코브라(Typhoon Cobra)는 1944년 제2차 세계 대전 와중에 발생한 태풍으로, 필리핀으로 이동 중이던 미 해군을 덮쳐 기습적인 피해를 주었다. 때문에 미국에서는 ‘1944년 태풍’(Typhoon of 1944), 또는 당시 피해를 입은 해군의 제독이었던 윌리엄 홀시 제독의 이름을 따서 ‘홀시 태풍’(Halsey's Typhoon)이라 불리기도 한다.

## 피해 내용
1944년 12월, 필리핀으로 이동하던 미 38 기동함대는 태풍 코브라의 접근을 알게 되었고, 이에 대응하기 위해 함대의 이동경로를 태풍의 이동경로에 비해 남쪽으로 바꾸었다. 이는 당시 함대의 기상 참모였던 코스코 중령이 파도의 바람의 방향을 보고 태풍이 북동쪽에서 접근하고 있다고 판단한 데 따른 것이었다. 그러자 일시적으로 기압이 상승하며 파도가 약해졌고, 이에 완전히 태풍이 북동쪽에 있다고 확신한 홀시 제독은 경로를 남서쪽으로 완전히 바꾸어 이동하였다. 그러나 이런 미 함대의 예측과는 달리, 실제 태풍 코브라는 남서쪽에서 접근하고 있었고, 이러한 오판으로 인해 미 38 기동함대는 사실상 태풍을 향해 정면으로 돌진한 형국이 되고 말았다.
결국 1944년 12월 18일 12시, 태풍과 정면으로 맞닥뜨린 미 함대는 150대의 함재기와 3대의 구축함, 790명의 병력 손실을 입게 되었다. 이러한 대규모 피해는 1944년 10월 있었던 레이테 해전에서 입은 피해보다 훨씬 심각한 수준의 군사적 타격이었다.

## 영향
당시 미 해군에 기상 지원을 했던 코스코 중령은 이 사건으로 커다란 비난에 휩싸이게 되었다. 그러나 이는 당시 해양 기상관측 기술의 부재로 인한 어쩔 수 없는 문제였으며, 이후 괌에 미국 합동태풍경보센터(JTWC)가 설립되어 태풍에 대한 관측력을 높이는 계기가 되었다.